# VII wiek p.n.e.
VII wiek p.n.e.
IX wiek p.n.e. VIII wiek p.n.e. VII wiek p.n.e. VI wiek p.n.e. V wiek p.n.e.

## Urodzili się
- 660 p.n.e. – Zoroaster, perski prorok, twórca zaratusztrianizmu (data sporna lub przybliżona)
- około 610 p.n.e. – Anaksymander, filozof grecki

## Zmarli
- około 680 p.n.e. – Hezjod, poeta grecki (data sporna lub przybliżona)
- po 675 p.n.e. – Terpander z Antissy, pierwszy znany muzyk grecki, poeta
- około 640 p.n.e. – Archiloch z Paros, poeta grecki
- około 637 p.n.e. – Tyrtajos, poeta grecki
- około 629 p.n.e. – Assurbanipal, król Asyrii (data sporna lub przybliżona)
- po 612 p.n.e. – Nahum, jeden z dwunastu mniejszych proroków
- przed 600 p.n.e. – Alkman z Sardes, liryk grecki

## Wydarzenia w Europie
- około 700 p.n.e.
  - początki cywilizacji etruskiej
  - budowa dużych statków handlowych (Grecja)
- 688 p.n.e. – w programie starożytnych igrzysk olimpijskich pojawiło się pięściarstwo
- 685 p.n.e. – początek II wojny meseńskiej
- 682 p.n.e. – w ramach demokratyzacji ustroju kadencja ateńskich archontów została skrócona do jednego roku
- przed 676 p.n.e. – Terpander z Antissy udoskonalił lirę
- 676 p.n.e. – osadnicy z Megary założyli kolonię Chalkedon
- około 669 p.n.e. – w walce użyto oddziałów ciężkozbrojnej piechoty (hoplitów) – klęska Sparty w wojnie z Argos
- około 662 p.n.e. – pierwsze prawa pisane w Europie powstały w greckiej kolonii Lokry w Italii, skodyfikowane przez Zaleukosa
- 660 p.n.e. lub 658 p.n.e. – greckie miasto Megara założyło kolonię Byzantion
- po 660 p.n.e. – greccy żeglarze z Samos przekroczyli Słupy Heraklesa docierając do Tartessos
- około 657 p.n.e. – Kypselos ustanowił tyranię w Koryncie
- około 650 p.n.e.
  - początek politycznej dominacji Etrusków w środkowej i północnej Italii
  - Etruskowie zaczęli osiedlać się w Kampanii (m.in. w miastach: Kapua, Nola, Pompeje)
- 640 p.n.e. – użycie dachówek w budownictwie (Świątynia Hery w Olimpii)
- 635 p.n.e. lub 632 p.n.e. – zamach stanu Kylona w Atenach
- 632 p.n.e. – do programu igrzysk wprowadzono zawody młodzieńców (paides), którzy nie ukończyli 18 lat
- około 627 p.n.e. – Periander został tyranem Koryntu, za jego rządów miasto stało się potęgą w świecie greckim
- około 621 p.n.e. – archont Drakon jako pierwszy zrewidował i skodyfikował ateńskie prawo zwyczajowe (drakońskie prawo)
- 612 p.n.e. – budowa urządzeń kanalizacyjnych w Rzymie (Cloaca Maxima)
- dzięki kontaktom z Grekami nastąpił szybki rozwój cywilizacji Ilirów

## Wydarzenia w Azji
- około 700 p.n.e.
  - powstanie państwa Medów
  - państwo Urartu stało się potęgą (od Syrii na zachodzie do Gruzji i Kolchidy na północy)
  - początek systematycznych obserwacji astronomicznych (Babilonia)
  - babilońscy astrologowie identyfikują znaki zodiaku
  - w Lidii weszły do użytku pierwsze monety
- 696 p.n.e. – na tron Judy wstąpił Manasses, był on zależny od Asyrii
- 689 p.n.e. – Sennacheryb zniszczył Babilon (wymordował wszystkich mieszkańców)
- 681 p.n.e.
  - sojusz części chińskich państw pod przewodem Huana, księcia ze wschodniego Qi
  - Asarhaddon władcą Asyrii, szczytowy okres potęgi tego kraju
- około 680 p.n.e. – Gyges przejął władzę w Lidii, która za jego panowania urosła w siłę. Panował do 652 p.n.e. lub 650 p.n.e.
- 677 p.n.e. – Asysryjczycy zburzyli Sydon, co zapoczątkowało upadek Fenicji (w handlu zaczęli dominować Grecy)
- 673 p.n.e. – babilońscy astrologowie przewidzieli z dużą dokładnością wystąpienie zaćmienia słońca
- 670 p.n.e. – w Jonii weszły do użytku pierwsze monety
- 669 p.n.e. – początek panowania Assurbanipala (szczytowy okres dominacji Asyrii na Bliskim Wschodzie)
- 660 p.n.e. (11 lutego) – legendarny Jimmu Tennō wstąpił na tron Japonii, początek państwa japońskiego
- 652 p.n.e. – król Babilonii Szamasz-szuma-ukin wzniecił powstanie przeciwko swemu bratu Aszurbanipalowi, władcy Asyrii
- 648 p.n.e. – król Asyrii Aszurbanipal stłumił powstanie Szamasz-szuma-ukina i zburzył zdobyty Babilon
- 639 p.n.e.
  - Aszurbanipal zniszczył stolicę Elamu Suzę
  - Jozjasz królem Judy
- 626 p.n.e. – Chaldejczyk Nabopalasar, gubernator Kraju Nadmorskiego, wywalczył niezależność Babilonu od Asyrii, początek państwa nowobabilońskiego
- 625 p.n.e.
  - Asyryjczycy odparli najazd Scytów
  - Kyaksares odparł najazd Scytów i stworzył podstawy potęgi Medów
- po 625 p.n.e. – Fenicja odzyskuje niepodległość wykorzystując upadek Asyrii
- 621 p.n.e. – odnalezienie Księgi Powtórzonego Prawa podczas odbudowy jerozolimskiej świątyni, początek walki z kultami asyryjskimi i kaananejskimi
- 614 p.n.e. – Babilończycy i Medowie pod wodzą Nabopolassara i Kyaksaresa zdobyli Aszur
- 613 p.n.e. – pierwsza odnotowana obserwacja komety Halleya (Chiny)
- 612 p.n.e. – Babilończycy i Medowie zdobyli Niniwę, stolicę Asyrii
- 609 p.n.e. – w bitwie pod Megiddo zginął Jozjasz; zwycięzca, faraon Necho II, osadził na tronie Judy syna Jozjasza, Jojakima
- 608 p.n.e. – ostatnia wzmianka o ostatnim władcy Asyrii, Aszuruballicie II
- 605 p.n.e. – bitwa pod Karkemisz, babiloński książę Nabuchodonozor zwyciężył faraona Necho II
- około 605 p.n.e. – Alyattes został władcą Lidii, która osiągnęła szczyt swojej potęgi
- 604 p.n.e. – początek panowania Nabuchodonozora (szczyt potęgi państwa nowobabilońskiego)

## Wydarzenia w Afryce
- około 700 p.n.e. – użycie żelaznych narzędzi i broni w Afryce Północnej
- 671 p.n.e. – Asyria podbiła Egipt, koniec panowania dynastii dwudziestej piątej (zwanej nubijską)
- 664 p.n.e. – asyryjski namiestnik Egiptu Psametyk I uniezależnił się i założył dwudziestą szóstą dynastię (zwaną saicką)
- 651 p.n.e. – ostateczny koniec asyryjskiej okupacji Egiptu
- 621 p.n.e. – założenie pierwszej szkoły tłumaczy języka greckiego (Egipt)
- około 609 p.n.e. – faraon Necho II wysłał statki fenickie aby opłynęły Afrykę (wyprawa powróciła po 3 latach)
- 609 p.n.e. – początek budowy kanału łączącego Nil i Morze Czerwone
- 605 p.n.e. – faraon Necho II pobity przez wojska babilońskie w bitwie pod Karkemisz (utracił posiadłości azjatyckie)
- 600 p.n.e. – Kartagina uniezależniła się ostatecznie od Tyru

## Wydarzenia w Ameryce
- około 700 p.n.e.
  - żyjące nad Cieśniną Beringa ludy arktyczne zajmowały się rybołówstwem
  - początki kultury Dorset na terenie pd. Grenlandii

## Więcej wydarzeń w artykułach dotyczących poszczególnych lat
700 p.n.e. 699 p.n.e. 698 p.n.e. 697 p.n.e. 696 p.n.e. 695 p.n.e. 694 p.n.e. 693 p.n.e. 692 p.n.e. 691 p.n.e.
 690 p.n.e. 689 p.n.e. 688 p.n.e. 687 p.n.e. 686 p.n.e. 685 p.n.e. 684 p.n.e. 683 p.n.e. 682 p.n.e. 681 p.n.e.
 680 p.n.e. 679 p.n.e. 678 p.n.e. 677 p.n.e. 676 p.n.e. 675 p.n.e. 674 p.n.e. 673 p.n.e. 672 p.n.e. 671 p.n.e.
 670 p.n.e. 669 p.n.e. 668 p.n.e. 667 p.n.e. 666 p.n.e. 665 p.n.e. 664 p.n.e. 663 p.n.e. 662 p.n.e. 661 p.n.e.
 660 p.n.e. 659 p.n.e. 658 p.n.e. 657 p.n.e. 656 p.n.e. 655 p.n.e. 654 p.n.e. 653 p.n.e. 652 p.n.e. 651 p.n.e. 
 650 p.n.e. 649 p.n.e. 648 p.n.e. 647 p.n.e. 646 p.n.e. 645 p.n.e. 644 p.n.e. 643 p.n.e. 642 p.n.e. 641 p.n.e.
 640 p.n.e. 639 p.n.e. 638 p.n.e. 637 p.n.e. 636 p.n.e. 635 p.n.e. 634 p.n.e. 633 p.n.e. 632 p.n.e. 631 p.n.e.
 630 p.n.e. 629 p.n.e. 628 p.n.e. 627 p.n.e. 626 p.n.e. 625 p.n.e. 624 p.n.e. 623 p.n.e. 622 p.n.e. 621 p.n.e.
 620 p.n.e. 619 p.n.e. 618 p.n.e. 617 p.n.e. 616 p.n.e. 615 p.n.e. 614 p.n.e. 613 p.n.e. 612 p.n.e. 611 p.n.e.
 610 p.n.e. 609 p.n.e. 608 p.n.e. 607 p.n.e. 606 p.n.e. 605 p.n.e. 604 p.n.e. 603 p.n.e. 602 p.n.e. 601 p.n.e.